# Aranzueque
Aranzueque ist ein Ort und eine Gemeinde (municipio) mit 396 Einwohnern (Stand: 2024) im Südwesten der Provinz Guadalajara in der Autonomen Gemeinschaft Kastilien-La Mancha. 

## Lage und Klima
Aranzueque liegt in einer Höhe von ca. 695 m in der Kulturlandschaft der Alcarria am Tajuña. Die Entfernung zur nordnordwestlich gelegenen Provinzhauptstadt Guadalajara beträgt ca. 16 Kilometer (Fahrtstrecke). Das Klima ist gemäßigt bis warm; Regen (578 mm/Jahr) fällt übers Jahr verteilt.

## Bevölkerungsentwicklung
| Jahr      | 1970 | 1981 | 1991 | 2001 | 2011 | 2021 |
| Einwohner | 391  | 368  | 360  | 363  | 465  | 370  |

## Sehenswürdigkeiten

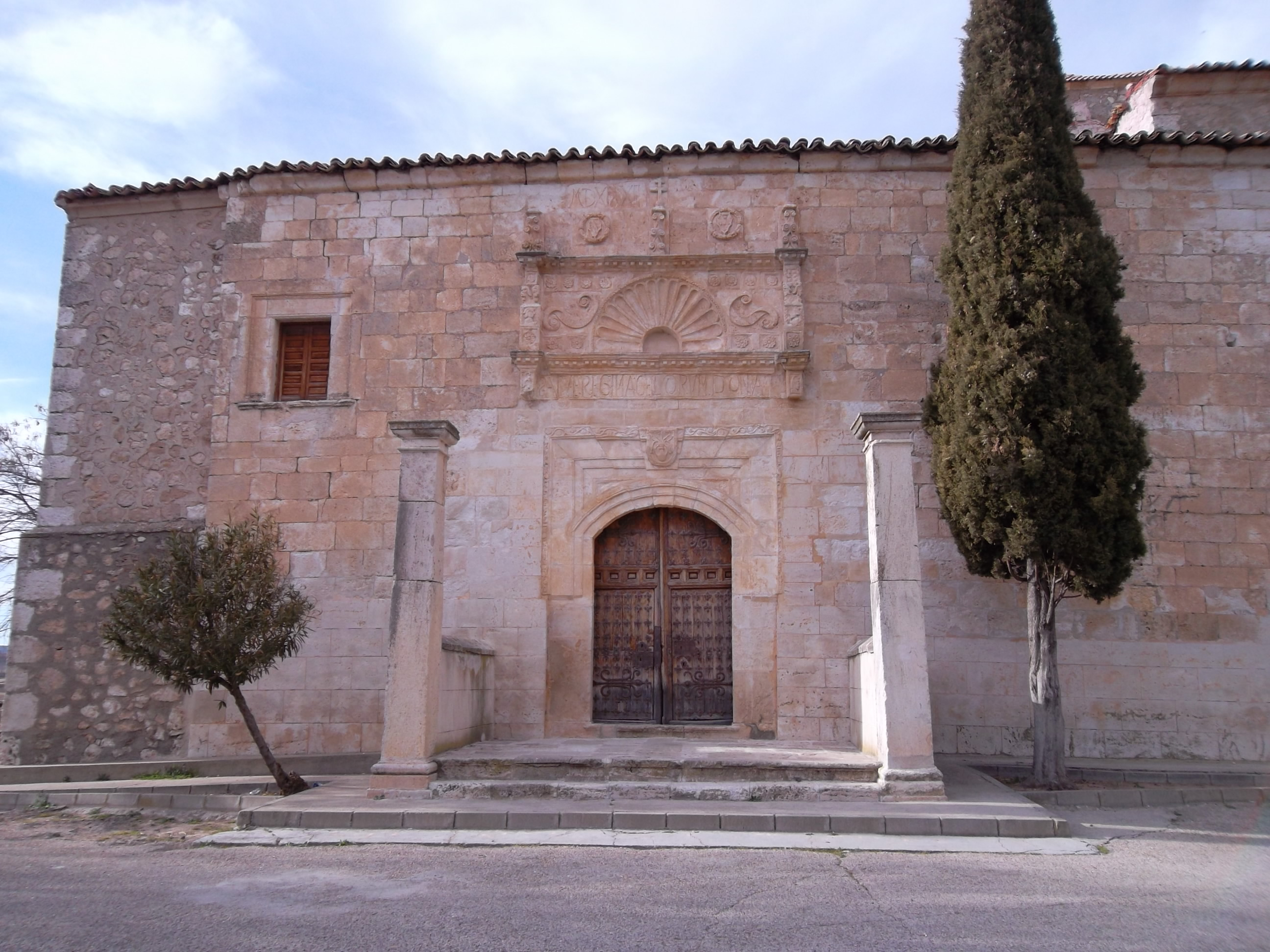
Kirche
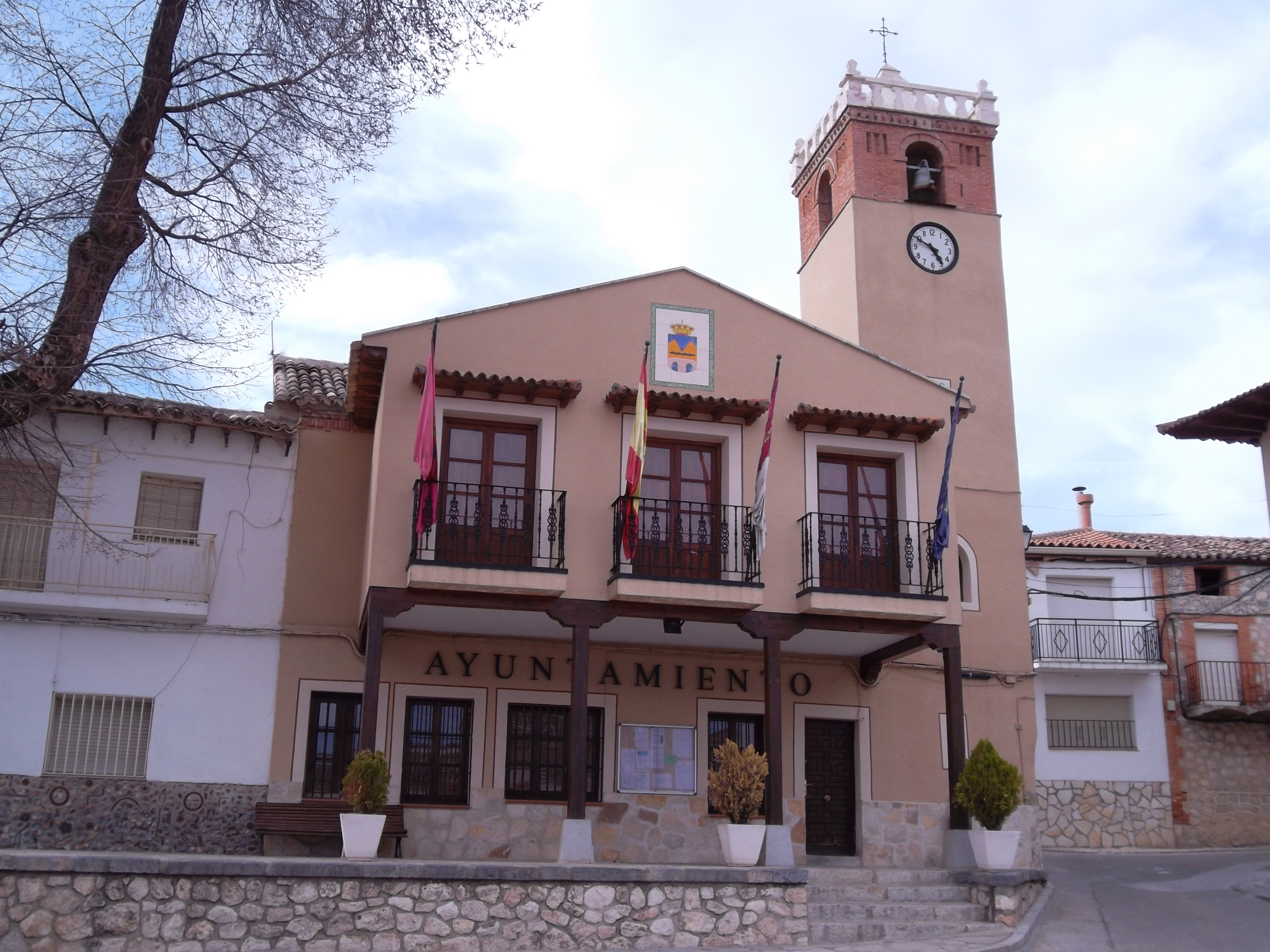
Rathaus

- Kirche
- Rathaus